# Remetea, Bihor
Remetea là một xã thuộc hạt Bihor, România. Dân số thời điểm năm 2002 là 3143 người.